# Удовольствия чарующего островка

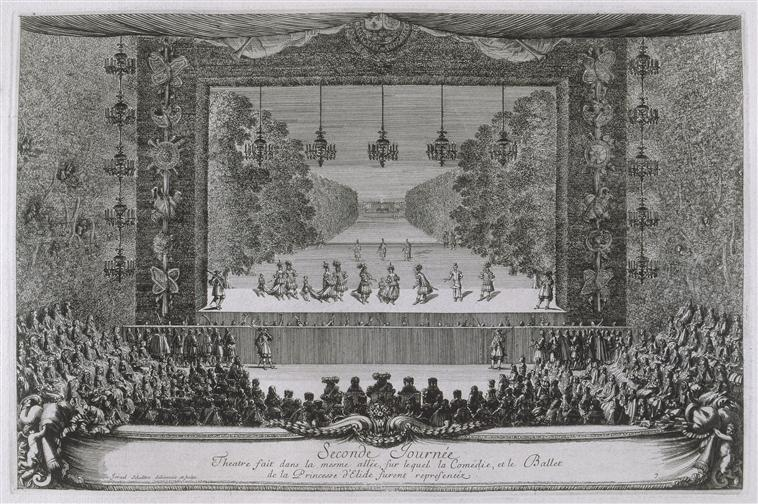
Временный театр для премьеры балета-комедии Принцесса Элиды

Plaisirs de l’Île enchantée в русском переводе означает «Удовольствия чарующего островка».  Под чарующим островком подразумевался Людовик XIV и его Двор. Это был праздничный приём, который давался при начале различных строительных кампаний Версальского дворца, в частности для того чтобы познакомить тех, кто участвует в постройке, их жен, матерей, любовников, фавориток и семей целиком на протяжении семидневного бала с танцами и играми.
Важная роль в организации дворцовых праздников принадлежала Мольеру. В ходе этих торжеств были представлены премьерные постановки балета-комедии Принцесса Элиды и комедии Тартюф.